# Ла-Марк (Техас)
Ла-Марк (англ. La Marque) — місто (англ. city) в США, в окрузі Галвестон штату Техас. Населення — 18 030 осіб (2020).

## Географія
Ла-Марк розташована за координатами 29°22′9″ пн. ш. 94°59′46″ зх. д. / 29.36917° пн. ш. 94.99611° зх. д. (29.369217, -94.996034).  За даними Бюро перепису населення США в 2010 році місто мало площу 36,93 км², з яких 36,04 км² — суходіл та 0,90 км² — водойми.

## Демографія
Згідно з переписом 2010 року, у місті мешкало 14 509 осіб у 5486 домогосподарствах у складі 3805 родин. Густота населення становила 393 особи/км².  Було 6232 помешкання (169/км²).
Расовий склад населення:
| - 52,5 % — білих - 36,7 % — чорних або афроамериканців - 0,8 % — корінних американців - 0,7 % — азіатів - 6,8 % — осіб інших рас |

До двох чи більше рас належало 2,4 %. Частка іспаномовних становила 22,5 % від усіх жителів.
За віковим діапазоном населення розподілялося таким чином: 25,2 % — особи молодші 18 років, 61,0 % — особи у віці 18—64 років, 13,8 % — особи у віці 65 років та старші. Медіана віку мешканця становила 38,5 року. На 100 осіб жіночої статі у місті припадало 92,7 чоловіків;  на 100 жінок у віці від 18 років та старших — 87,4 чоловіків також старших 18 років.
Середній дохід на одне домашнє господарство  становив 57 482 долари США (медіана — 43 692), а середній дохід на одну сім'ю — 66 516 доларів (медіана — 50 833). Медіана доходів становила 41 518 доларів для чоловіків та 45 766 доларів для жінок. За межею бідності перебувало 19,6 % осіб, у тому числі 30,0 % дітей у віці до 18 років та 11,6 % осіб у віці 65 років та старших.
Цивільне працевлаштоване населення становило 6238 осіб. Основні галузі зайнятості: освіта, охорона здоров'я та соціальна допомога — 27,7 %, мистецтво, розваги та відпочинок — 12,3 %, будівництво — 10,4 %, науковці, спеціалісти, менеджери — 9,5 %.